# Jean-Louis Asselin de Cherville

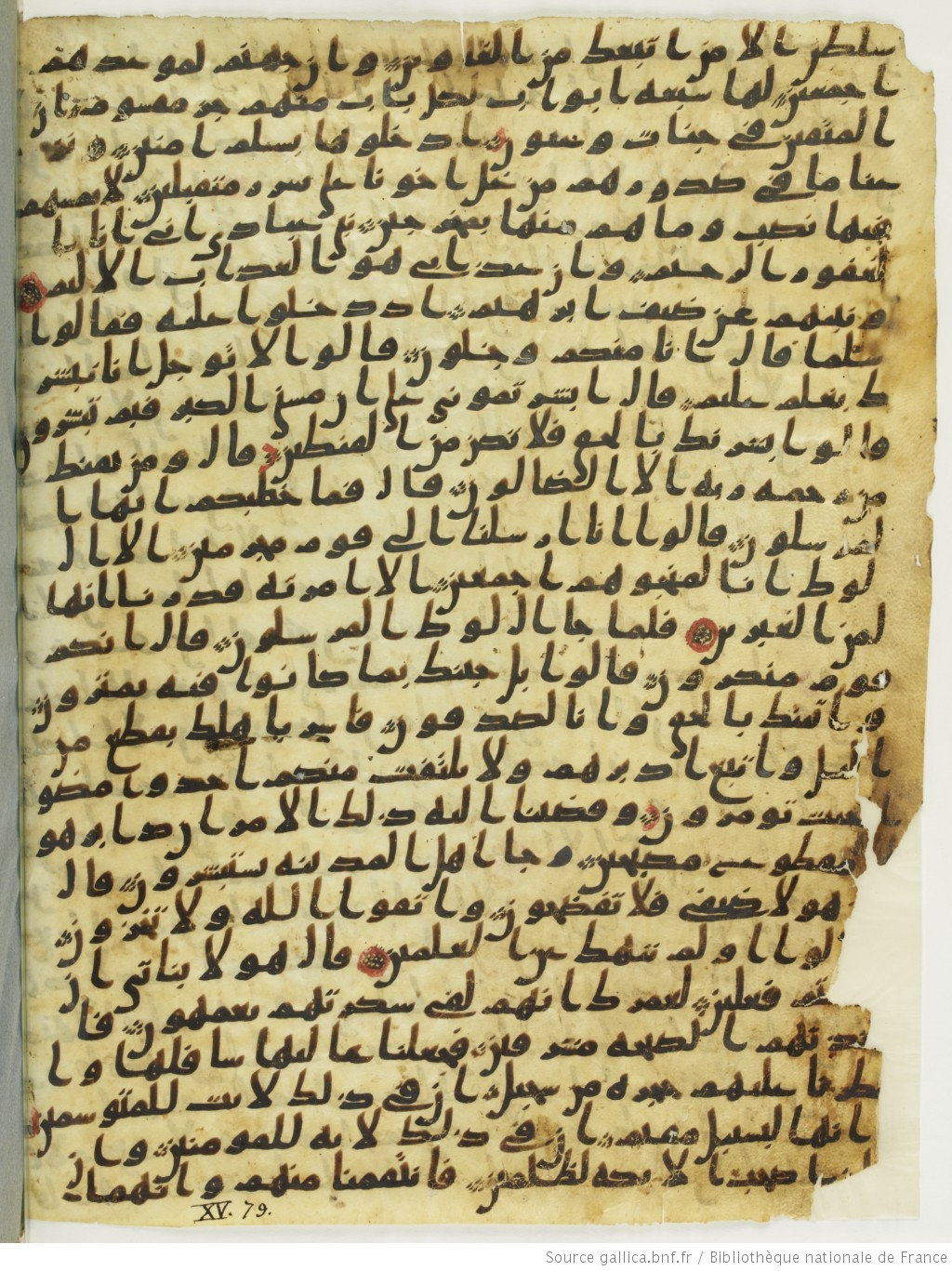
Un feuillet d'un Coran ancien issu de la collection de Jean-Louis Asselin de Cherville.

Jean-Louis Asselin de Cherville est un orientaliste français né en 1772 à Cherbourg  et mort au Caire (Égypte) en 1822,.

## Biographie
Après des études à Valognes, il se destine à être prêtre, recevant la tonsure en 1792. Il enseigne un temps à l’École normale en 1794 puis entre au ministère du Trésor Public en 1795. En 1802, il quitte le ministère et entame des études de langues orientales. Il quitte Paris pour le Caire en 1806 en tant que traducteur, avant d’y être nommé vice-consul. Refusant de quitter la mère de ses enfants, une lavandière ragusaine avec qui il vit en concubinage, il ne sera jamais promu consul. Il s’installe à Alexandrie en 1816 où il termine sa carrière au poste de premier drogman, soit interprète officiel du consulat de France en Égypte. Il participera à la découverte et l’étude philologique de deux langues chamito-sémitiques, l’amharique et le guèze, et collectera quelque 1 500 manuscrits orientaux anciens.
Philologue, il aide le prêtre éthiopien Abu Rumi (en) rencontré au Caire à traduire la Bible en amharique, une langue parlée en Éthiopie. Le manuscrit sera acheté par William Jowett pour le compte de la British and Foreign Bible Society.
À sa mort, sa collection fut vendue en 1833 à la Bibliothèque nationale de France, alors Bibliothèque royale, les Corans anciens étant confiés à Michele Amari.